# Sparda-Bank Tower
Der Sparda-Bank Tower ist ein in Bau befindliches Hochhaus an der Kreuzung Europa-Allee / Emser Brücke im Europaviertel in Frankfurt am Main. Der 124 Meter hohe Turm mit gemischter Nutzung soll 2025 fertiggestellt werden.

## Architektur und Nutzung
Das geplante Hochhaus soll über 37 Etagen verfügen und sieht eine Mischnutzung von Büro- und Hotelflächen vor. Neben der Sparda-Bank Hessen, nach der der Turm auch benannt ist, werden auch die Messe Frankfurt und die Atlantic Hotel Gruppe das Gebäude nutzen. Auf 21 Stockwerken soll ein Vier-Sterne-Hotel mit Sky-Bar und Restaurant entstehen.
Auf dem östlichen Teil des Hochhausgrundstücks entsteht ein neuer Eingang zur Messe Frankfurt. Hochhaus wie Messeeingang entstehen nach Plänen von Andreas Moser Architekten.